# La malquerida
La Malquerida (lit. A Mal Amada) é uma telenovela mexicana produzida por José Alberto Castro para a Televisa e exibida pelo Canal de las Estrellas entre 2 de junho e 9 de novembro de 2014 substituindo Quiero amarte e sendo substituída por La sombra del pasado. 
É baseada na história original de Jacinto Benavente e adaptada por Ximena Suárez, a trama de mãe e filha apaixonadas pelo mesmo homem foi explorada antes no livro A Emparedada da Rua Nova, que foi inspiração para a minissérie Amores Roubados. 
A trama é protagonizada por Victoria Ruffo, Ariadne Díaz e Christian Meier (o último de forma antagônica) e antagonizada por Sabine Moussier, Guillermo García Cantú e Alberto Estrella.

## Sinopse
Cristina e Alonso eram um casal feliz e amoroso e de esse amor nasceu sua filha Acácia, uma menininha bonita e muito apegada ao pai. Com a morte de Alonso e com descobrir que a fazenda estava hipotecada, Cristina decide vender a fazenda e ir embora com sua filha morar em São Jacinto com seus pais, mas graças a Estevão ”capataz da fazenda” ela não vende a fazenda e juntos conseguem salvá-la, no entanto nesse tempo em que eles salvam a fazenda entre eles vai crescendo um amor sincero e puro.
Quando Cristina decide se casar com Estevão, Acácia tenta fugir porque não suporta mais Estevão e pensa que ele quer ficar com sua mãe e tudo o que era de seu pai só para ele, mas sua avó Helena descobre e a impede. Cristina se casa com Estevão e sua filha Acácia decide ir morar com os seus avós em São Jacinto para não ficar junto de Estevão porquê o odeia, e para que não ocorra uma desgraça Cristina decide deixar sua filha ir morar com seus avós.
Passam-se os 9 anos e Acácia decide regressar para passar as férias com a sua mãe na fazenda Benavente, mais deixando claro que não quer nenhum contato com o seu padrasto. No dia do aniversário de Cristina ela sofre um ataque de Salmonelose e é internada no hospital, Acácia e Estevão para o bem de Cristina fazem um pacto para não discutirem até que ela se recupere totalmente. No entanto em Estevão vai nascendo e crescendo velozmente um desejo enorme de ter Acácia para ele, assim vai se desenrolando tudo e em Acácia também nasce um desejo fervente pelo seu padrasto.

## Produção
- O papel do protagonista estava destinado à Jorge Salinas[4]. Porém o ator deixou a trama para atuar em Mi corazón es tuyo. Em seu lugar ficou o ator Christian Meier[5].
- Lucero chegou a ser cogitada para ser a antagonista[6], porém, por não terem chegado a um acordo referente ao salário, a artista descartou sua presença na novela[7].
- As gravações da trama começaram em 25 de março de 2014[8].

## Elenco
- Victoria Ruffo - Cristina Maldonado Reyes de Domínguez
- Ariadne Díaz - Acacia Rivas Maldonado
- Christian Meier - Esteban Domínguez Parra
- África Zavala - Alejandra Silva / Turquesa
- Arturo Peniche - Héctor Robledo
- Sabine Moussier - Edelmira López / Perla
- Guillermo García Cantú - Norberto Palacios Rincón
- Alberto Estrella - Danilo Vargas
- Nora Salinas - Juliana Salmerón de Palacios
- Mane de la Parra - Ulises Torres Gallardo
- Ignacio López Tarso - Juan Carlos Maldonado
- Raquel Olmedo - Rosa Molina
- Silvia Mariscal - Elena Reyes de Maldonado
- Fabián Robles - Braulio "Rubio" Jiménez
- Osvaldo de León - Germán Palacios Salmerón
- Brandon Peniche - Manuel Palacios Salmerón
- Toño Mauri - Andrés Vivanco
- Lupita Jones - Carmen Gallardo Vda de Torres
- Gimena Gómez - Luisa Valero Molina
- Gonzalo Peña - Arturo Torres Gallardo
- Joshua Gutiérrez - Memo
- Michelle Ramaglia - Nuria Vásquez
- Maritza Olivares - Olga
- Odemaris Ruiz - Juana / Julianita
- Alexia Vásquez - Katia
- Andrea Guerrero - Lizi
- Marcelo Córdoba - Alonso Rivas
- Daniela García - Acacia Rivas Maldonado (criança)
- Arantza Ruiz - Alejandra Silva (criança)
- Alejandro Felipe Carlos "Carlitos" Silva

## Audiência
| Horário             | # Eps. | Estreia            | Estreia           | Final                 | Final           | Posição | Temporada | Classificação geral |
| Horário             | # Eps. | Data               | Primeiro capítulo | Data                  | Último capítulo | Posição | Temporada | Classificação geral |
| ------------------- | ------ | ------------------ | ----------------- | --------------------- | --------------- | ------- | --------- | ------------------- |
| Segunda—Sexta 19:15 | 116    | 2 de junho de 2014 | 20                | 9 de novembro de 2014 | 24              | #1      | 2014      | 18                  |

Estreou com uma média de 20 pontos. Manteve audiência estável de 16 e 17 pontos. Sua menor audiência é de 15 pontos, alcançada em 15 de setembro de 2014. Já sua maior audiência é de 24.6 pontos, alcançada em 6 de novembro de 2014. O último capítulo teve média de 24.4 pontos. A trama encerrou com 17.8 pontos de média.

## Prêmios e Indicações

### Prêmio TvyNovelas 2015
| Categoria                 | Nomeado          | Resultado |
| ------------------------- | ---------------- | --------- |
| Melhor atriz protagonista | Ariadne Díaz     | Nomeada   |
| Melhor ator antagonista   | Alberto Estrella | Nomeado   |
| Melhor atriz co-estrelar  | África Zavala    | Nomeada   |
| Melhor ator co-estrelar   | Fabián Robles    | Nomeado   |
| Melhor ator juvenil       | Brandon Peniche  | Nomeado   |